# Шарипов, Ильхом Халимович
Ильхо́м Хали́мович Шари́пов (узб. Ilhom Xalimovich Sharipov, Илҳом Халимович Шарипов; 24 февраля 1968 года) — советский и узбекистанский футболист, выступавший на позиции полузащитника. Ныне тренер.

## Биография
Начинал карьеру в самаркандском «Динамо» в 1986 году. В середине 1987 года был приглашен в ташкентский «Пахтакор», но через некоторое время вернулся в «Динамо», за которого выступал до 1989 года.
В 1990 году перешел снова в «Пахтакор», за которого выступал вплоть до 1995 года. Удачно взаимодействовал в центре поля с Хореном Оганесяном, Мирджалолом Касымовым и Андреем Пятницким. В 1991 году выступал в составе «Пахтакора» в высшей лиге чемпионата СССР.
После распада СССР стал чемпионом и обладателем кубка Узбекистана. Затем перешёл в «Навбахор». В составе клуба из Намангана во второй раз стал чемпионом Узбекистана.
В 1994 году в составе сборной Узбекистана стал чемпионом Азиатских игр.
В ноябре 2006 состоялся прощальный матч футболиста. По окончании карьеры остался в футболе, работал в структуре клуба «Пахтакор».

## Достижения

### В качестве игрока
Командные
- Чемпион Чемпион Узбекистана (3): 1992, 1996, 2001
- Серебряный призёр чемпионата Узбекистана (1): 1993
- Бронзовый призёр чемпионата Узбекистана (1): 1997
- Обладатель Кубка Узбекистана (1): 1993
- Обладатель Супер Кубка Узбекистана (1): 1997
- Чемпион Азиатских игр (1): 1994

## Государственные награды
- Медаль «Шухрат»[3]